# Sperata acicularis
Sperata acicularis är en fiskart som beskrevs av Carl J. Ferraris, Jr. och Runge, 1999. Sperata acicularis ingår i släktet Sperata och familjen Bagridae. IUCN kategoriserar arten globalt som livskraftig. Inga underarter finns listade i Catalogue of Life.